# Cheremule
Cheremule (sardinsky: Cherèmule) je italská obec (comune) v provincii Sassari v regionu Sardinie. Nachází se ve výšce 540 metrů nad mořem a má 396 obyvatel. Rozloha obce je 24,25 km².